# Warcraft III: The Frozen Throne
Warcraft III: The Frozen Throne је званично проширење (експанзија) и наставак стратешке видео игре Warcraft III коју је за оперативне системе Microsoft Windows и macOS произвео Blizzard 2003. године.
The Frozen Throne се надовезује на причу Reign of Chaos и приказује догађаје након завршетка главне игре. Кампања за једног играча одвија се из перспективе двоје нових протагониста: управитељке затвора за највеће криминалце, ноћне вилењакиње Мајев Шедоусонг и принца Крвавих вилењака Каел'Таса, као и протагонисте из Warcraft III, Артаса Менетила. Поред тога, експанзија садржи засебну кампању за фракцију Хорде, која је независна од главне приче. Blizzard је у децембру 2003. објавио други и трећи чин кампање Хорде путем закрпе, узимајући у обзир повратне информације које су дали играчи током првог чина, приликом развоја игре.
У односу на основну игру, додата је једна нова фракција, нови хероји, нови ратници, измењене су цене коштања ратника и грађевина, додате су четири нове кампање и више појединачних мисија, придодата је нова неутрална фракција односно раса „Нага“, пет нових неутралних хероја, могућност изградње продавнице као и многе друге новине. У игри се поново појављују морске јединице које су биле присутне у игри Warcraft II али су се ређе појављивале у игри Warcraft III.
Развој је започео октобра 2002, недуго након изласка главне игре. Експанзија је званично најављена 22. јануара 2003. Јавни бета тестови дали су могућност 20.000 играча у две фазе да испробају нове функције. Подршка је настављена и након изласка, при чему је Blizzard додавао нови садржај, балансирао игру и обезбеђивао подршку за новији хардвер.
The Frozen Throne је добио углавном позитивне критике критичара. Већина рецензената је похвалила дизајн мисије током кампање у игри, за једног играча, примарно због позитивног одступања од стереотипа који прате бројне игре истог поджанра. Дизајн и звук нових јединица су генерално сматрани одговарајућим, иако се неколико критичара жалило на графику и поједине улоге. До 15. августа 2003. продато је више од једног милиона примерака игре.

## Гејмплеј
Warcraft III: The Frozen Throne је стратешка видео игра у реалном времену која поставља играче у контролу над групом јединица и зграда како би се постигли различите циљеве. Експанзија додатно подешава систем главне игре, без уношења већих промена. Ограничења по питању броја акумулиране хране и захтева за одржавања за играча, који су кажњавани у домену сакупљања ресурса када је превише јединица било активно у исто време, је благо повећано, што је довело до могућности да се мобилишу нешто веће и моћније снаге. Цена зграда је такође смањена, што омогућава бржи почетак игре. Систем типова оружја и оклопа је потпуно преуређен и многим јединицама је промењено оружје или типови оклопа које користи, а типови оружја су постали ефикасни или неефикасни против различитих типова оклопа, у поређењу са Reign of Chaos. Промене у трошковима изградње и додавање нових одбрамбених структура у раној игри служе да одврате тактике у раној игри које се ослањају на јуришање на непријатеља са јединицама хероја и остваривање брзе победе на почетку игре. Поред вредних предмета, непријатељи су сада остављали и "руне" након пораза које се могу користити за обнављање здравља или мане. Поред тога, The Frozen Throne поново уводи поморске битке, које су претходно биле сатавни део игре Warcraft II: Tides of Darkness и његовој експанзији, али су биле скоро потпуно одсутне у Warcraft III.
Свакој фракцији, Warcraft III: The Frozen Throne додаје неколико нових јединица и зграда, укључујући продавницу коју контролишу играчи, и по једног новог хероја, моћну јединицу која може бити регрутована само једном. Као додатак, уобичајене јединице се могу надоградити, тако да имају могућност ношење предмета. Две нове фракције, Наге и Дранеји, такође су додате. Фракција нага се појављује у све четири кампање и имају особене производне и одбрамбене зграде, као и јединствене јединице са одређеним вештинама. Наге су непријатељи у неким мисијама, док их играчи могу контролисати у другим. Дранеји се појављују само у једној од кампања и Blizzard их класификује као неутралне јединице које подједнако нападају све стране. Експанзија је такође додала пет неутралних херојских јединица, од којих се неке појављују у кампањама за једног играча. Неутрални хероји се могу користити у мапама тако што се ангажују у засебним зградама које не припадају ни једној од у мисији сукобљених страна.
Сингл-плејер мисије у експанзији у The Frozen Throne имају разноврсније циљеве, од истовременог вођења више војски до мисија у којима се играч приморава да се снађе и победи са ограниченим бројем јединица. За разлику од претходних Warcraft игара, Blizzard није укључио фракцију орки у оквир главне кампање. Према речима дизајнера нивоа игре Тима Кембела, нису успели да пронађу довољно добар разлог разлог заснован на причи игре зашто би се орци појавили у главном наративном току. Сходно томе, изградња база, прикупљање ресурса и обука јединица одсутни су из већег дела кампање, док хероји могу напредовати изнад уобичајеног ограничења од 10 нивоа. Мисије у којима играчи играју са фракцијом Хорде садрже скоро 40 предмета специјално креираних за потребе нове кампање. Обе кампање збирно придодају 40 часова нове игре.
Када играју против рачунара на прилагођеној мапи, играчи сада могу да изаберу ниво тежине за противника којим управља рачунар.  Мултиплејер аспект игре је унапређен увођењем кланова и аутоматизованих турнира са временским ограничењем од 30 минута. Такође је додата могућност ћаскања са другим играчима док се чека почетак игре. Експанзија укључује 62 нове мултиплејер мапе и прилагођене сценарије засноване на популарним модовима и омогућено је да до дванаест играча игра партију у исто време. Ако играч из тима напусти игру, његови ресурси се сада приказују у засебном прозору и могу се преносити.
The Frozen Throne такође укључује унапређену верзију програма World Editor, који се може користити за креирање прилагођених мапа и сценарија за игру против рачунара или других играча. Побољшани World Editor омогућава играчима већу прилагодљивост у уређивању вештина хероје јединица, стварање нове јединице, пружа више подешавања и функција. Сада се може повезати више мапа и омогућити да догађаји на једној мапи утичу на другу мапу. Кампања у којој су протагонисти лидери Хордеа је посебно креирана са циљем да прикаже могућности новог World Editor-а. Иако Blizzard званично не подржава World Editor, верзија доступна у оквиру Frozen Throne даје више опција кориснику.

## Синопсис

### Поставка и ликови
The Frozen Throne се одиграва у измишљеном свету Азерота. Артаса Менетила (енг. Arthas Menethil) је у главној игри корумпирао Ледени Краљ Нер'зул (Lich King Ner'zhul), немртви чаробњак заробљеног у леду (тзв. „Смрзнути престо“). Он је био паладин и борац за добро а сада постаје Нерзулов генерал. Артас затим напада краљевство Високих Вилењака и убија њиховог лидера, Силвану Виндранер (Sylvanas Windrunner), коју потом ввраћа у живот како би служила њему и немртвима. Након тога, Артас припрема терен за инвазију Пламене Легије (Burning Legion), демонске силе из друге димензије, која је на крају поразио савез вилењака, људи и оркова. У догађајима који претходе победи над Легијом, вођа Ноћних Вилењака, Тиранда Виспервинд, ослобађа утамниченог ловца на демоне Илидана Бесолуја (Illidan Stormrage). Међутим, Илидан конзумира отима и користи демонски артефакт, због чега постаје получовек-полудемон, након чега бива прогнан. Након пораза Пламене Легије, Илидана контактира Кил'џејден, један од преосталих господара Легије, који му поверава задатак уништења побуњеног Нер'зула.
Експанзија уводи нове фракције у усвет игре: Крваве Вилењаке (Blood Elves), бивше Високе Вилењаке који су развили зависност одд магије; Нага (Naga), мутиране бивши Ноћне Вилењаке; Драенеје, првобитне становнике Дренора,  планете са које су орке која је сада позната као Аутленд (Outland); и Пандарене (Pandaren), расу космополитских, антропоморфних панда.The Frozen Throne прати више паралелних прича: потрагу и потеру Мајев Шедоусонг за одметнутим бегунцем Илиданом; борбу принца Крвних Вилењака Каел'тас Санстрајдера (Kael’thas Sunstrider) са Алијансом и његово потоње ратовање за Илидана; покушај Артаса Менетила да спасе Ледног Краља од Илидановог напада; и борбу Силване Виндранер за независност. Кампања Хорде се разликује од остале три, јер представља самосталну причу и користи RPG гејминг механике (role-playing game mechanics), док преостале три кампање функционишу по принципима стратешких игара. Кампања прати ране дане новоуспостављеног краљевства Хорде из перспективе хероја Рексара.

### Заплет
Игра почиње тако што Илидан, слепи ратник специјализован за убијање демона, призива војнике из реда расе нага, да му помогну у остварењу његових циљева и он започиње рат. Илидан сматра да су га издали а не да је он издао сопствену расу ноћних вилењака како други тврде. Мајев Шедоусонг гони одбеглог Илидана до групе острва, где открива да се Илидан удружио са нагама и прибавио артефакт познат као Око Саргераса. Суочена са овом претњом, Мајев позива Илидановог брата Малфуриона Стормрејџа и његову супругу Тиранду Виспервинд у помоћ. Илидан бежи са артефактом у краљевство људи Лордерон. Док помаже групи крвавих вилењака предвођених принцом Каел'тасом Санстрајдером, Тиранду приликом једне велике борбе након рушења моста односи река. Мајев убеђује Малфуриона да је Тиранда погинула, како би наставили потрагу за Илиданом. Када га коначно заробе и униште око Саргераса, Илидан открива да га је користио за уништење Ледног Краља. Након што га Каел'тас извести да је Тиранда можда још жива, Илидан шаље Наге да помогну Малфуриону у мисији спасавања. У знак захвалности, Малфурион му опрашта за претходне злочине.  Мајев је још увек у потери за њим и Илидан бежи на континент Аутленд. У Лордерону, крвави вилењаци се налазе у несигурном савезу са Гаритосом, главним лидером фракције људи, преосталих снага Алијансе. Гаритос је расиста и ниподаштава крваве вилењаке. Када принц Каел'тас уз помоћ наги успе да обави неколико мисија које су му додељене у циљу понижења и да не успе, Гаритос му суди за издају и принц Каел'тас завршава у затвора. Вођа наги ослобађа Каел'таса и његове снаге, води их у Аутленд, где се придружују Илидану, који им обећава задовољење њихове зависности од магије. Заједно преузимају контролу над Аутлендом. Илиданов господар Кил'џејден га проналази у Аутленду и планира да га казни због неуспеха. Међутим, Илидан тврди да се повукао у Аутленд како би окупио снаге за нови напад, због чега му Кил'џејден даје нову шансу.
Артас Менетил се враћа у делове Лордерона под контролом немртвих, где владају три дредлорда, који су лојални пораженој Пламеној Легији: Балназар, Детерок и Вариматрас. Артас их обавештава о поразу и повлачењу Легије, након чега се проглашава краљем. Уз помоћ Силване Виндранер и лича Кел'Тазарда он уништава остатке снага Алијансе у свом краљевству. Артас примећује да је ослабио те да губи део моћи. Ледени Краљ га телепатски контактира и објашњава да је његово слабљење последица Илиданових напада. Позива га да брани Смрзнути Престо. Артас одлази у Нортренд, где, уз помоћ слугу Ледног Краља, у дуелу побеђује Илидана. Он разбија лед који окружује престо и себи ставља шлем Ледног Краља, чиме долази до спајања његове и душе Леденог краља, чиме постају један нови ентитет, нови Ледни Краљ. У међувремену, у Лордерону, Силвана се ослобађа контроле Ледног Краља. Уз помоћ Вариматраса, она убија преостала два дредлорда и вођу фракције људи Гаритоса, након чега проглашава Лордерон центром слободних немртвих, преименованих у фракцију напуштени (Forsaken).
Неометан догађајима у Лордерону и Нортренду, ратни поглавица Хорде, Трал гради ново краљевство Дуротар, на континенту Калимдор. Авантуристи Рексару Трал и остале вође Хорде поверавају различите задатке и мисије у циљу да помогне у изградњи краљевства. У томе му помаже трол Рокан. Рексар открива да људи са острва Терамор, предвођени адмиралом Делином Праудмуром, планирају инвазију на Дуротар јер адмирал не жели да прихвати примирје између људи и Хорде. Уз помоћ његове кривицом опхрване ћерке, Џејне Праудмор, Рексар предводи напад на Терамор, убија адмирала и оставља Џејни да руководи градом.

## Развој
Одмах након објављивања, Blizzard је почео да разматра нови садржај за експанзију, а развој је отпочео у октобру 2002. године. The Frozen Throne је званично најављен 22. јануара 2003. године. Након претходног успеха StarCraft: Brood War, била су велика очекивања  да Blizzard направи још једну експанзију која ће по дужини и новом садржају бити конкурентна првобитној игри Warcraft III. Главни фокус током развоја експанзије био је проучавање начина на који играчи користе различите фракције и јединице како би се установиле тачке и аспекти у којима је потребно оснажити појединачне фракције, ради стварања избалансиране игре, што је довело до развоја нових јединица и чаролија које су одговарале овим потребама. На пример, орцима је омогућено да лече рањене јединице у почетним фазама игре. Направљена је јединица која људској раси омогућује да неутралише нападе непријатељске куле. Током осмишљавања кампања, нивои су креирани имајући у виду способности нових хероја.
Продуцент Бил Роупер је прво понудио преглед нове експанзије фебруару 2003. године, пре него што је Blizzard представио сингл-плејер кампању на Electronic Entertainment Expo 2003. Роупер је тизовао да ће наге бити укључене као нова раса, што на крају није реализовано. Четрнаестог фебруара 2003. Blizzard је најавио прво бета тестирање игре; 10 хиљада играча је имало прилику да проба игру. Десетог марта 2003. још 10 хиљада играча је изабрано за бета тестирање. Првог априла 2003. Blizzard је наговестио да ће Падарени постати пета фракција у експанзији и чак је направљена званична интернет страница са детаљним подацима о нових херојима, историји и јединицама. Иако је ово била само детаљно развијена шала поводом првог априла, финална експанзија је укључила Pandaren Brewmaster као једног од неутралних хероја, којег је играч такође могао да откључа у сингл-плејеру у тајној мисији. Blizzard је 29. маја 2003. године најавио да је експанзија „gone gold” (што значи да је завршена и спремна за производњу). Објављена је 1. јула 2003. године у Северној Америци., Аустралији 3. јула те у Европи 4. јула 2003.
Blizzard је наставио да пружа подршку за The Frozen Throne кроз нове закрпе које су решавале постојеће проблеме и додавале нови садржај, као што је додавање додатног неутралног хероја у мају 2004. године. и још два хероја августа 2004. Експанзија је такође укључивала само прво поглавље кампање Хорде приликом објаве, док су 2. и 3. чин објављени као део закрпе објављене децембра 2003. године. Ово је омогућило тиму иза игре да узме у обзир повратне информације љубитеља игре приликом стварања другог и трећег чина кампање. Објављено је много закрпа за игру, укључујући закрпу 1.21b, која је омогућила покретање игре без званичног CD-а. Априла 2018. године, Blizzard је први пут интегрисао подршку за играње на широким резолуција, више од 15 година након првобитног објављивања игре.

## Рецепција

### Критике
The Frozen Throne има оцену 88/100 на Metacritic, што указује на већински позитивне прегледе критике, док је само једна рецензија дала игри оцену испод 80 од укупно 100.
Критичари су похвалили то што се нове јединице и хероји визуелно добро уклапају у постојећи свет игре и упоредили су квалитет анимација са квалитетом главне игре, који је био веома хваљен. Гласовне улоге и нову музику су критичари високо оценили, премда је Strategy Gaming Online приметио да се одређене композиције пречесто понављају. С друге стране, PC Gamer је сматрао да анимације које користе графику из игре делују застарело и описао је гласовну глуму као „помало аматерску”". 4Players и Game Informer су критиковали ниску резолуцију графике. GameSpy је коментарисао да су гласовне улоге изузетне али је критиковао то што читава фракција тролова у игри звуче као да су „растафаријански изгнаници”.
Нови хероји и јединице су нашироко сматрани добрим избором и корисним за побољшање баланса типова јединица, јер су ублажили неке проблеме од раније, као што је недостатак високоиздржљивих јединица које служе за фронталну борбу (tank units) код Ноћних вилењака. IGN је нарочито хвалио дизајн и концепт нага, посебно чињеницу да имају своје засебне предности и магијске вештине. GameStar и PC Games су похвалили нове механике, као што је остављање руна (магични предмети који подижу одређену способност или степен здравља), што помаже у избегавању раније неопходних фаза обнове хероја, чиме се поспешује ток игре.
Већина рецензената похвалила је разноврсност мисија у сингл-плејер кампањи као подухват у причању приче и иновацији, посебно што је стандардна формула „изгради базу, регрутуј јединице, убиј непријатеља” коришћена само у неким мисијама. GameSpot је чак назвао The Frozen Throne „највештије дизајнираним сингл-плејер сценаријима” у историји свих RTS игара до тада и похвалио је како су разноврсне мисије и даље потпуно уверљиве у контексту игре. Упркос похвалама, рецензије су такође приметиле да је прича у експанзији више налик гомилању нових прича него расплету раније започетих прича, иако је требало да буде кулминација главне приче игре. PC Gamer је такође критиковао причу као предугу да би била интересантна, уз коментар је кампања фракције Ноћних вилењака била углавном непотребна. Бројним рецензентима се допало што је кампања расе Орки издвојено и што садржи RPG елементе, што су повезали са играма из франшизе Diablo. С друге стране, многи критичари су такође сматрали да је досадно што непријатељи поново појављују у мисијама током кампањеу којој играју са Хордом, приморавајући играче да понављају исте борбе.
Унапређени мултиплејер, посебно различити нови нивои тежине AI и побољшања у мултиплејеру као што су кланови, турнири, били су пхваљени од критике. GameSpot је у рецензији истакао како су многе новоуведене јединице направљене да би биле противтежа одређеним играчким стратегијама примењиваним у мултиплејеру. У рецензији објављеној за GameSpy наведено је да нове јединице, које се фокусирају на борбу против јединица које се служе магијским моћима, доводе до захтевније и динамичније мултиплејер игре. Strategy Gaming Online је писао да је мултиплејер „доживео као разочарење” јер му недостају неки аспекти који су присутни у самој кампањи али је такође додато да су побољшања која су уведена била значајна и да су унапредила укупно играчко искуство. Као и многи други критичари, Strategy Gaming Online је изразио жаљење што наге нису укључене као нова фракција која се може играти у мултиплејеру.

### Продаја
Игра је била најпродаванија PC игра у прве три недеље јула 2003. и такође је била најпродаванија PC игра у јуну 2003. због преднаруџбина. Експанзија је продата у више од једног милион примерака до 15. августа 2003. Игра је добила „сребрну“ награду за продају, коју је доделило Удружења издавача софтвера за забаву и слободно време (ЕЛСПА, енгл. Entertainment and Leisure Software Publishers Association), што указује на продају од најмање 100.000 примерака у Уједињеном Краљевству.

### Признања
Немачки часопис о видео играма GameStar назвао је The Frozen Throne најбољим додатком у историји PC гејминга и до јула 2018. године није тако високо оценио ни једну другу експанзију. Уредници Computer Gaming World-а номиновали су The Frozen Throne за награду „Експанзија године” 2003, али је награду освојио Battlefield 1942: Secret Weapons of WWII. Такође је заузела друго место у категорији „Експанзија године”, у избору Computer Games Magazine. The Age је именовао The Frozen Throne за најбољу експанзију за PC 2003, док је GameSpot јула 2003. именовао за најбољу игру године. На првој додели награда Spike Video Game Awards 2003. године, The Frozen Throne је био номинован у категоријама „Најбоља PC игра” и „Најбоља анимација”, али је изгубио од Halo: Combat Evolved и Dead or Alive Xtreme Beach Volleyball.

## Наслеђе
Кампања у којој играч управља херојима Хорде поставила је темеље за видео игру World of Warcraft; многе акције и наративни пунктови из кампање у Frozen Throne су касније постали део приче World of Warcraft. Слично томе, други елементи који су уведени или детаљније развијени у експанзији постали су фокус у експанзијама World of Warcraft-а, као што су: расе Драенеји и Крвави Вилењаци, и контиент Аутленд у The Burning Crusade, пад и смрт Артаса као Лич Кинга у Wrath of the Lich King те раса пандарена, у Mists of Pandaria. Током 2017. године, Blizzard је објавио експанзију за карташку игру Hearthstone под називом Knights of the Frozen Throne. У игру је уврштена немртва верзија хероја из The Frozen Throne, Рексара. Већи део хероја додатих у експанзију The Frozen Throne, укључујући пет неутралних хероја, су доступни хероји за игру у Heroes of the Storm.